# Mons Hansteen
Mons Hansteen (Monte Hansteen) es una montaña de la cara visible de la Luna, localizada en el extremo sur del Oceanus Procellarum. El nombre procede del cercano cráter Hansteen, siendo aprobado por la Unión Astronómica Internacional en 1976. Anteriormente recibía el nombre de Hansteen Alpha (α). El epónimo hace referencia al astrónomo noruego Christopher Hansteen (1784–1873). 
La montaña también recibe informalmente el nombre de The Arrowhead (La Punta de Flecha), debido a su forma.
Mons Hansteen tiene forma aproximadamente triangular, con un diámetro de 30.65 km y una elevación de unos 300 m. Tiene un alto albedo y está situado entre los cráteres Hansteen al noroeste y Billy al sur. Su formación debe ser posterior a la creación de ambos cráteres ya que la montaña no está cubierta por el material expulsado tras la formación de dichos cráteres. Se cree que la montaña es una extrusión de lava viscosa de origen volcánico.